# Phyllomya annularis
Phyllomya annularis là một loài ruồi trong họ Tachinidae.